# Ріц-Карлтон Москва
55°45′26″ пн. ш. 37°36′46″ сх. д. / 55.757222222222° пн. ш. 37.612777777778° сх. д.

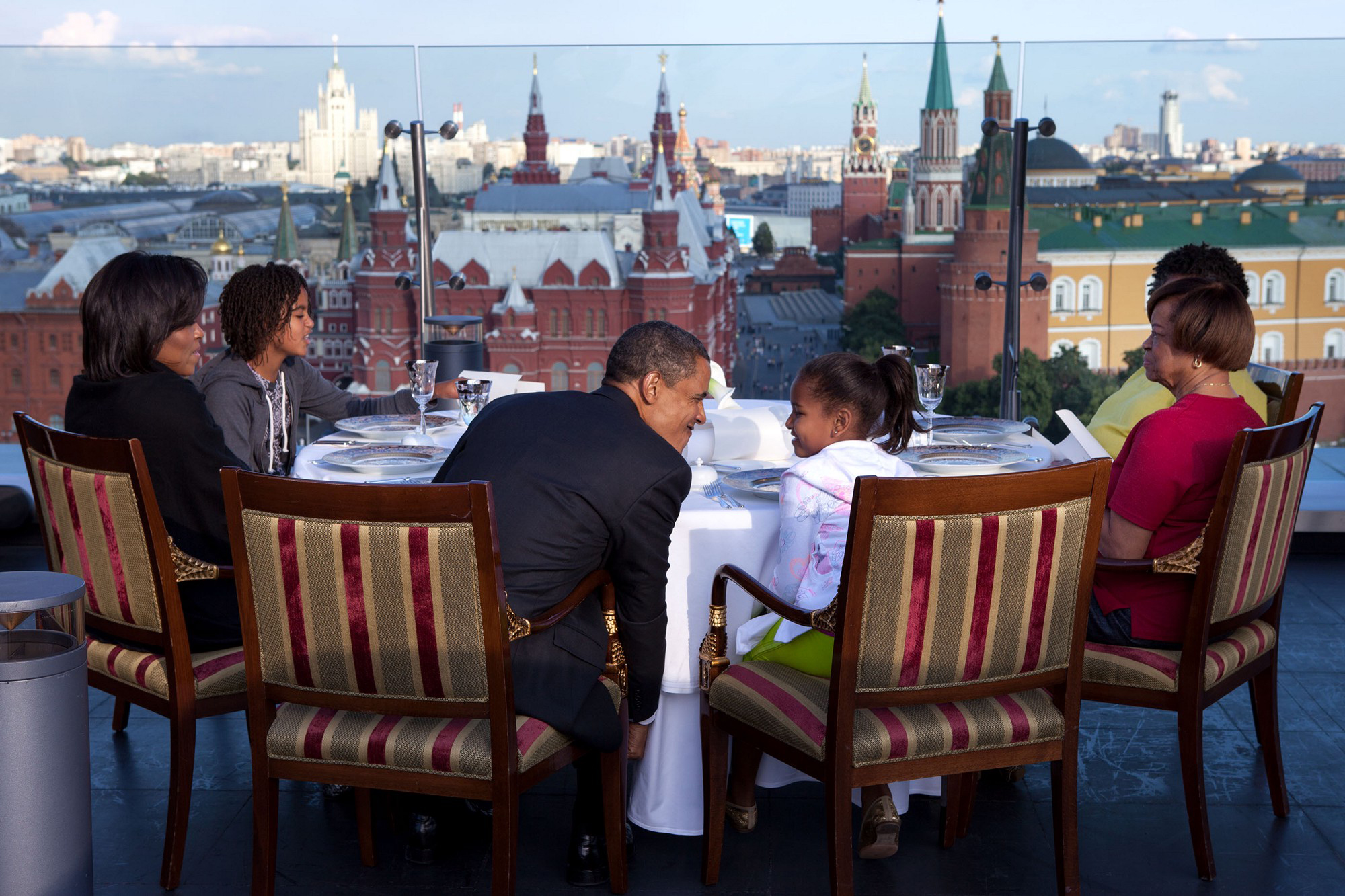
Барак Обама обідає з сім'єю на даху готелю Рітц-Карлтон, 7 липня 2009 року

Ріц-Карлтон Москва (рос. Рітц-Карлтон Москва) — п'ятизірковий готель класу «люкс», розташований у Москві. У 2007 році стала першим у Росії готелем під управлінням міжнародної мережі Ritz-Carlton. Один із найдорожчих готелів світу.
Адреса готелю: Тверська вулиця, будинок 3.

## Опис
Фасад 11-поверхової будівлі готелю оформлений у стилі еклектики, поширеному в Росії на початку XX століття, і органічно вписується в історичний вигляд Тверській вулиці.
Готель має у своєму розпорядженні 334 номерами, у тому числі 65 люксами.
На даху готелю розташований бар-ресторан O2 Lounge з видом на Красну площу. На 1 поверсі знаходяться лобі-бар The Ritz-Carlton Bar & Lobby Lounge, а також ресторан Café Russe.
СПА-центр готелю ESPA включає в себе фітнес-центр, плавальний басейн, сауни, парні та 14 кімнат для спа-процедур, а також СПА-кафе.